# Прато

Прато (італ. Prato) — місто та муніципалітет в Італії, у регіоні Тоскана, столиця провінції Прато.
Прато розташоване на відстані близько 250 км на північний захід від Риму, 17 км на північний захід від Флоренції.
Населення — 191 002 особи (2014).

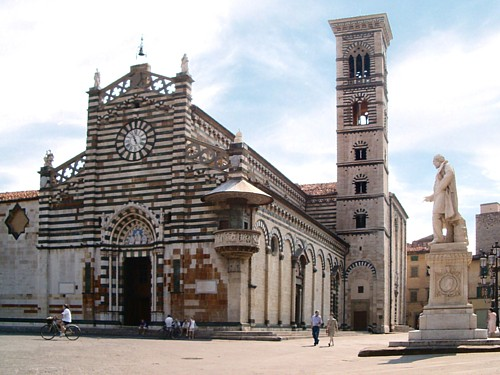

Щорічний фестиваль відбувається 26 грудня. Покровитель — Святий Стефан.

## Демографія
Населення за роками:

Станом на 1 січня 2023 року в муніципалітеті офіційно проживало 48 277 іноземців з 124 країн, серед них 3646 громадян країн Євросоюзу та 351 громадянин України.

## Уродженці
- Франческо Датіні (1335—1410) — італійський купець, торговець, меценат.
- Алессандро Діаманті (*1983) — відомий італійський футболіст.
- Маріо Бертіні (*1944) — відомий у минулому італійський футболіст, опорний півзахисник.

## Сусідні муніципалітети
- Альяна
- Каленцано
- Кампі-Бізенціо
- Карміньяно
- Монтемурло
- Поджо-а-Каяно
- Куаррата
- Ваяно